# 西山仙治
西山 仙治（にしやま せんじ、1921年 - 1992年）は、日本の料理人。ラーメン店『だるま軒』初代店主、札幌ラーメンの麺作りに功績がある。

## 人物
富山県出身。東京で中華料理店で働きラーメン作りを学ぶ。ラーメンばかりでなく蕎麦やうどんの麺作りもこの時覚えていた。
1947年（昭和22年）、札幌市狸小路2丁目(現在の札幌市中央区南3条東1丁目に相当）に『だるま軒』という屋号でラーメンを出す屋台を開業する。西山仙治のかん水を使ったラーメンの麺作りが定評を呼び、松田勘七の『龍鳳』をはじめ、他のラーメン屋台からも麺の注文が入るようになる。当時、かん水は入手が困難であったようで、入手手段を確保している当人の存在は注目されていた。
1949年（昭和24年）、南3条東1丁目に店舗の『だるま軒』を構える。当時、1日100人以上、休日は800人から多い日は1,000人ぐらいの客が来ていた。1950年頃の札幌において「札幌で麺をつくらせれば西山仙治の右に出るものはいなかった」といわれる。叔父の息子(従兄弟)で後に西山製麺の初代代表取締役となる西山孝之を富山から呼び『だるま軒』製麺部門を担当させる。
1950年（昭和25年）、北17条東12丁目に製麺機械を導入した本格的な製麺工場を立ち上げる。1953年（昭和28年）8月、南3条西8丁目に製麺工場である『西山製麺所』を開業、西山孝之に工場の経営を委ね北見に行きラーメン店を開業する。この時点で麺の顧客は80軒に上っていたとされる。この製麺工場操業開始をもってラーメン製麺業の『西山製麺』の創業としているサイトもある。
なお、ラーメン店の『だるま軒』はその後も移転せず、2023年現在も営業を続けている。

## 参考資料
- STVラジオ編『続ほっかいどう百年物語』、285 - 294頁、「三軒のラーメン屋台 - 松田勘七・西山仙治・大宮守人」、中西出版、2002年9月刊

## 外部サイト
- 札幌ラーメン物語 - 二人の麺師